# Dubois (patronyme)
Pour les articles homonymes, voir Dubois.
Dubois est un nom de famille.
Dubois, Du Bois ou DuBois est un nom de famille  notamment porté par :

- Haut – A
- B
- C
- D
- E
- F
- G
- H
- I
- J
- K
- L
- M
- N
- O
- P
- Q
- R
- S
- T
- U
- V
- W
- X
- Y
- Z

## A
- Aimé Dubois (1834-1913), homme politique français ;
- Alain Dubois (1948-), zoologiste français ;
- Albane Dubois (1992-), skipper française ;
- Albert du Bois (1872-1940), homme de lettres de langue française, diplomate belge et militant wallon ;
- Alexandre Du Bois (1785-1866), architecte français ;
- Alice Mathieu-Dubois (1861-1942), médecin française ;
- Alice Dubois (1970-), judokate française ;
- Allison DuBois (1972-), médium et inspiratrice de l’émission TV américaine Medium ;
- Alfred Dubois  ;
- Alphée Dubois (1831-1905), dessinateur de timbres et graveur en médailles ;
- Alphonse Joseph Charles Dubois (1839-1920), ornithologue belge ;
- Amable Dubois (1797-1871), homme politique français ;
- Ambroise Dubois (1543-1614?), peintre franco-flamand ;
- Amédée Dubois (1818-1865), musicien belge, violoniste, compositeur et directeur d'école de musique ;
- André Dubois  ;
- Antoine Dubois  ;
- Arnaud Dubois (1986-), coureur cycliste belge ;
- Auguste Dubois (1892-1973), aquafortiste et dessinateur français ;
- Aurélie Dubois (1975-), artiste française ;

## B
- Benoît Dubois (1989-), chroniqueur et animateur français de télévision ;
- Bernard Dubois  ;
- Brendan DuBois (1959-), écrivain américain, auteur de roman policier et d'uchronie ;

## C
- Caroline Dubois (1960-), poétesse et danseuse française ;
- Charles Dubois (19?-), comédien et réalisateur français ;
- Charles Dubois (1834-1911), journaliste français ;
- Charles Dubois de Gennes (1814-1876), écrivain, journaliste et chansonnier français ;
- Charles Frédéric Dubois (1804-1867), naturaliste belge ;
- Charles Marie Joseph Dubois de Ferrières (1772-1829), général de brigade hollandais ;
- Christophe Dubois  ;
- Claude Dubois  ;
- Claude-Gilbert Dubois (1933-), universitaire français ;
- Cora Du Bois (1903-1991), anthropologue américaine ;

## D
- Didier Dubois  ;
- Dieudonné Dubois (1759-1804), homme politique français ;

## E
- Edmond Louis Alexis Dubois-Crancé (1747-1814), député et général français ;
- Emil Heinrich Du Bois-Reymond (1818-1896), physiologiste allemand ;
- Émile Dubois  ;
- Émilie Dubois (1837-1871), actrice française ;
- Ernest Henri Dubois (1863-1930) sculpteur, élève de Chapu, Mercier et Falguière ;
- Eugène Dubois  ;
- Eugene Floyd DuBois (en) (1882-1959), physiologiste américain ;

## F
- Famille Dubois de La Patellière.
- Félicie Dubois (1966-), romancière et journaliste française ;
- Fernand Dubois (1861-1939), graveur médailleur français ;
- Francis Dubois (1961-), homme politique français ;
- François Dubois (1528-1584), peintre français ;
- François Auguste Dubois (1814-1888), homme politique français ;
- François Louis Dubois (1758-1828), commissaire général dans les îles Ioniennes ;
- François Dubois (1790-1871), peintre français ;
- Françoise Dubois (1947-), femme politique française ;
- Frédéric Dubois (1977-), metteur en scène québécois ;
- Frédéric Dubois d'Amiens (1799-1873), médecin français ;
- Frédéric DuBois de Montperreux (1798-1850), géologue français ;

## G
- Gabriel Du Bois-Hus (1599-1652), poète breton de langue française ;
- Gaston Dubois (1930-), joueur français de rugby à XV ;
- Georges Dubois  ;
- Gérard Dubois (1629-1696), prêtre catholique et historien français ;
- Gilles Dubois (1713-1774), cofondateur avec son frère Robert et d'autres de la manufacture de Vincennes et de la manufacture de Pont-aux-Choux ;
- Gilles Dubois (1966-), joueur professionnel de hockey sur glace suisse ;
- Guillaume Dubois, dit Crétin (v. 1460-1525), poète français ;
- Guillaume Dubois (1656-1723), cardinal et homme d’État français ;
- Guy Dubois (1938-2024), écrivain et historien spécialiste du bassin minier du Nord-Pas-de-Calais français ;

## H
- Henri Dubois  ;
- Henri Alfred Auguste Dubois (1859-1943), fils d’Alphée Dubois, graveur en médailles et sculpteur ;
- Hughes Dubois (1957-), photographe belge :

## J
- Jacques Dubois  ;
- Jacques Charles Dubois dit Dubois-Thainville (1742-1847), général français ;
- Jacqueline Dubois (1957-), femme politique française ;
- Ja'net DuBois (1932-2020), actrice, chanteuse et compositrice américaine ;
- Jean Dubois  ;
- Jean-Antoine Dubois (1766-1848), missionnaire français en Inde ;
- Jean-Baptiste Dubois de Jancigny (1753-1808), un juriste, journaliste et agronome français, premier préfet du Gard ;
- Jean-Baptiste Dubois  ;
- Jean-Daniel Dubois (1946-), historien des religions français ;
- Jean-Étienne Dubois (1969-), personnalité du sport hippique ;
- Jean-Frédéric Dubois, dit Jeff Dubois (1973-), joueur français de rugby à XV ;
- Jean-Jacques Dubois (1951-), footballeur français ;
- Jean-Michel Dubois (1943-), homme politique français ;
- Jean-Paul Dubois (1950-), écrivain et journaliste français ;
- Jean-Paul Dubois (1983-), joueur français de rugby à XV ;
- Jean-Philippe Dubois (1965-), personnalité du sport hippique ;
- Jean-Pierre Dubois  ;
- Jean-Pol Dubois (19?-2025), comédien français ;
- Jean-Yves Dubois (1958-2003), acteur français ;
- Joseph Eugène Dubois (1795-1863), graveur médailleur français ;
- Joseph-Gaspard Dubois-Fontanelle (1727-1812), écrivain français ;
- Jules Dubois  ;
- Julien-Charles Dubois (1806-1891), sculpteur français ;

## L
- Léa Dubois ou Léa Zire Dubois (1968-), actrice comédienne, productrice et réalisatrice ivoirienne ;
- Léo Dubois (1994-), footballeur français ;
- Louis Dubois  ;
- Louis-Ernest Dubois (1856-1929), cardinal français ;
- Ludovic Dubois (1971-), dessinateur français de bande dessinée ;

## M
- Marcel Dubois (1856-1916), historien et géographe français ;
- Marcel Dubois (1920-2007), religieux dominicain français, philosophe et théologien ;
- Marcel-Marie Dubois (1896-1967), ecclésiastique français ;
- Marianne Dubois (1957-), femme politique française ;
- Marie Dubois (1915-1945), résistante française ;
- Marie Dubois (1890-1943), résistante française ;
- Marie-Odette Dubois-Violette (1918-2004), mathématicienne française ;
- Marie Du Bois (1601-1679), mémorialiste, valet de chambre de Louis XIV ;
- Marie Dubois (1937-2014), actrice française ;
- Marguerite-Marie Dubois (1915-2011), linguiste philologue et traductrice française ;
- Martine Dubois (1959-), joueuse d'échecs française ;
- Maurice Dubois (1909-1986), boxeur suisse ;
- Michel Dubois  ;

## N
- Nathalie Dubois (1969-), joueuse française de water-polo ;

## O
- Olivier Dubois  ;

## P
- Pascal Dubois (1962-), coureur cycliste français ;
- Patrice Dubois (1972-), acteur et metteur en scène québécois ;
- Paul Dubois  ;
- Philippe Dubois  ;
- Philippe J. Dubois (1955-), ornithologue, écologue et écrivain français ;
- Philippe Goibaud-Dubois (1626-1694), écrivain français ;
- Pierre Dubois  ;
- Pierre-Max Dubois (1930-1995), compositeur classique ;

## R
- Raphaël Dubois (1849-1929), biologiste ;
- Raymond Dubois (1904-1982), sculpteur français ;
- Régis Dubois (1973-), auteur et réalisateur français ;
- René Dubois  ;
- René Gustave Félix Dubois (1909-2002), écrivain et homme de presse français ;
- Robert Dubois (1709-1769), céramiste, cofondateur de la  manufacture de Vincennes et de la manufacture de Pont-aux-Choux, directeur de la manufacture de porcelaine de Tournai ;
- Rosalie Dubois (1932-2024), chanteuse française.

## S
- Serafino Dubois (1817-1899), joueur d’échec italien ;
- Shirley Graham Du Bois (1896-1977), femme de théâtre, écrivain, compositrice et militante des droits civiques américaine ;
- Stanisław Dubois (1901-1942), journaliste et militant politique polonais ;
- Stéphanie Dubois (1986-), joueuse de tennis québécoise ;
- Sébastien Dubois (1977-), historien belge ;

## T
- Théodore Dubois (1837-1924), compositeur et organiste français ;
- Thierry Dubois  ;

## U
- Urbain Dubois (1818-1901), cuisinier français ;

## V
- Victor Dubois (1779-1858), architecte des jardins de Chantilly ;
- Vincent Dubois  ;

## W
- William Edward Burghardt Du Bois (1868-1963), activiste afro-américain, défenseur des droits civiques des Noirs ;
- Wim Dubois (1946-), coureur cycliste néerlandais.

## Dans la fiction
- Blanche DuBois, personnage de fiction dans la pièce américaine Un tramway nommé Désir de Tennessee Williams (1947) ;